# US Open 2008
Die 128. US Open sind ein internationales Tennisturnier und fanden vom 25. August bis zum 8. September 2008 im USTA Billie Jean King National Tennis Center im Flushing Meadows Park in New York City, USA statt.
Titelverteidiger im Einzel war Roger Federer bei den Herren und war Justine Henin bei den Damen, die aber im Mai zurückgetreten war und nicht antrat. Im Herrendoppel waren Simon Aspelin und Julian Knowle, im Damendoppel Nathalie Dechy und Dinara Safina die Titelverteidiger. Wiktoryja Asaranka und Maks Mirny waren die Titelverteidiger im gemischten Doppel.

## Herreneinzel
Sieger: Roger Federer
Setzliste
| Nr. | Spieler            | Erreichte Runde |
| --- | ------------------ | --------------- |
| 01. | Rafael Nadal       | Halbfinale      |
| 02. | Roger Federer      | Sieg            |
| 03. | Novak Đoković      | Halbfinale      |
| 04. | David Ferrer       | 3. Runde        |
| 05. | Nikolai Dawydenko  | Achtelfinale    |
| 06. | Andy Murray        | Finale          |
| 07. | David Nalbandian   | 3. Runde        |
| 08. | Andy Roddick       | Viertelfinale   |
| 09. | James Blake        | 3. Runde        |
| 10. | Stanislas Wawrinka | Achtelfinale    |
| 11. | Fernando González  | Achtelfinale    |
| 12. | Richard Gasquet    | 1. Runde        |
| 13. | Fernando Verdasco  | 3. Runde        |
| 14. | Ivo Karlović       | 3. Runde        |
| 15. | Tommy Robredo      | Achtelfinale    |
| 16. | Gilles Simon       | 3. Runde        |

| Nr. | Spieler               | Erreichte Runde |
| --- | --------------------- | --------------- |
| 17. | Juan Martín del Potro | Viertelfinale   |
| 18. | Nicolás Almagro       | 3. Runde        |
| 19. | Jo-Wilfried Tsonga    | 3. Runde        |
| 20. | Nicolas Kiefer        | 1. Runde        |
| 21. | Michail Juschny       | Rückzug         |
| 22. | Tomáš Berdych         | 1. Runde        |
| 23. | Igor Andrejew         | Achtelfinale    |
| 24. | Paul-Henri Mathieu    | 2. Runde        |
| 25. | Philipp Kohlschreiber | 2. Runde        |
| 26. | Dmitri Tursunow       | 3. Runde        |
| 27. | Feliciano López       | 1. Runde        |
| 28. | Radek Štěpánek        | 3. Runde        |
| 29. | Juan Mónaco           | 1. Runde        |
| 30. | Marin Čilić           | 3. Runde        |
| 31. | Andreas Seppi         | 3. Runde        |
| 32. | Gaël Monfils          | Achtelfinale    |

## Dameneinzel
Siegerin: Serena Williams
Setzliste
| Nr. | Spielerin           | Erreichte Runde |
| --- | ------------------- | --------------- |
| 01. | Ana Ivanović        | 2. Runde        |
| 02. | Jelena Janković     | Finale          |
| 03. | Swetlana Kusnezowa  | 3. Runde        |
| 04. | Serena Williams     | Sieg            |
| 05. | Jelena Dementjewa   | Halbfinale      |
| 06. | Dinara Safina       | Halbfinale      |
| 07. | Venus Williams      | Viertelfinale   |
| 08. | Wera Swonarjowa     | 2. Runde        |
| 09. | Agnieszka Radwańska | Achtelfinale    |
| 10. | Anna Tschakwetadse  | 1. Runde        |
| 11. | Daniela Hantuchová  | 1. Runde        |
| 12. | Marion Bartoli      | Achtelfinale    |
| 13. | Ágnes Szávay        | 2. Runde        |
| 14. | Wiktoryja Asaranka  | 3. Runde        |
| 15. | Patty Schnyder      | Viertelfinale   |
| 16. | Flavia Pennetta     | Viertelfinale   |

| Nr. | Spielerin               | Erreichte Runde |
| --- | ----------------------- | --------------- |
| 17. | Alizé Cornet            | 3. Runde        |
| 18. | Dominika Cibulková      | 3. Runde        |
| 19. | Nadja Petrowa           | 3. Runde        |
| 20. | Nicole Vaidišová        | 2. Runde        |
| 21. | Caroline Wozniacki      | Achtelfinale    |
| 22. | Maria Kirilenko         | 1. Runde        |
| 23. | Lindsay Davenport       | 3. Runde        |
| 24. | Shahar Peer             | 1. Runde        |
| 25. | Francesca Schiavone     | 2. Runde        |
| 26. | Anabel Medina Garrigues | 2. Runde        |
| 27. | Aljona Bondarenko       | 3. Runde        |
| 28. | Katarina Srebotnik      | Achtelfinale    |
| 29. | Sybille Bammer          | Viertelfinale   |
| 30. | Ai Sugiyama             | 3. Runde        |
| 31. | Virginie Razzano        | 1. Runde        |
| 32. | Amélie Mauresmo         | Achtelfinale    |

## Herrendoppel
Sieger: Bob Bryan und Mike Bryan
Setzliste
| Nr. | Paarung                              | Erreichte Runde |
| --- | ------------------------------------ | --------------- |
| 01. | Daniel Nestor Nenad Zimonjić         | Achtelfinale    |
| 02. | Bob Bryan Mike Bryan                 | Sieg            |
| 03. | Jonathan Erlich Andy Ram             | 2. Runde        |
| 04. | Mahesh Bhupathi Mark Knowles         | Achtelfinale    |
| 05. | Jonas Björkman Kevin Ullyett         | 2. Runde        |
| 06. | Simon Aspelin Julian Knowle          | 2. Runde        |
| 07. | Lukáš Dlouhý Leander Paes            | Finale          |
| 08. | Mariusz Fyrstenberg Marcin Matkowski | 1. Runde        |

| Nr. | Paarung                        | Erreichte Runde |
| --- | ------------------------------ | --------------- |
| 09. | Paul Hanley Jordan Kerr        | 1. Runde        |
| 10. | Arnaud Clément Michaël Llodra  | 1. Runde        |
| 11. | Martin Damm Pavel Vízner       | Achtelfinale    |
| 12. | Pablo Cuevas Luis Horna        | 2. Runde        |
| 13. | Jeff Coetzee Rogier Wassen     | 1. Runde        |
| 14. | Maks Mirny Jamie Murray        | 1. Runde        |
| 15. | Marcelo Melo André Sá          | Achtelfinale    |
| 16. | Julien Benneteau Nicolas Mahut | 2. Runde        |

## Damendoppel
Siegerinnen: Cara Black und Liezel Huber
Setzliste
| Nr. | Paarung                                        | Erreichte Runde |
| --- | ---------------------------------------------- | --------------- |
| 01. | Cara Black Liezel Huber                        | Sieg            |
| 02. | Květa Peschke Rennae Stubbs                    | 1. Runde        |
| 03. | Chan Yung-jan Chuang Chia-jung                 | 1. Runde        |
| 04. | Katarina Srebotnik Ai Sugiyama                 | Halbfinale      |
| 05. | Anabel Medina Garrigues Virginia Ruano Pascual | Halbfinale      |
| 06. | Wiktoryja Asaranka Shahar Peer                 | 1. Runde        |
| 07. | Aljona Bondarenko Kateryna Bondarenko          | Achtelfinale    |
| 08. | Yan Zi Zheng Jie                               | Viertelfinale   |

| Nr. | Paarung                                            | Erreichte Runde |
| --- | -------------------------------------------------- | --------------- |
| 09. | Nathalie Dechy Casey Dellacqua                     | 1. Runde        |
| 10. | Lisa Raymond Samantha Stosur                       | Finale          |
| 11. | Janette Husárová Peng Shuai                        | Achtelfinale    |
| 12. | Iveta Benešová Galina Woskobojewa                  | 2. Runde        |
| 13. | Jelena Wesnina Wera Swonarjowa                     | 2. Runde        |
| 14. | Nuria Llagostera Vives María José Martínez Sánchez | 2. Runde        |
| 15. | Marija Kirilenko Flavia Pennetta                   | 1. Runde        |
| 16. | Eva Hrdinová Vladimíra Uhlířová                    | 1. Runde        |

## Mixed
Sieger: Cara Black und Leander Paes
Setzliste
| Nr. | Paarung                           | Erreichte Runde |
| --- | --------------------------------- | --------------- |
| 01. | Daniel Nestor Chuang Chia-jung    | 1. Runde        |
| 02. | Nenad Zimonjić Katarina Srebotnik | Viertelfinale   |
| 03. | Kevin Ullyett Ai Sugiyama         | 1. Runde        |
| 04. | Julian Knowle Chan Yung-jan       | 1. Runde        |

| Nr. | Paarung                    | Erreichte Runde |
| --- | -------------------------- | --------------- |
| 05. | Leander Paes Cara Black    | Sieg            |
| 06. | Pavel Vízner Květa Peschke | Achtelfinale    |
| 07. | Mark Knowles Yan Zi        | 1. Runde        |
| 08. | Andy Ram Nathalie Dechy    | 1. Runde        |

## Junioreneinzel
Sieger: Grigor Dimitrow
Setzliste
| Nr. | Spieler         | Erreichte Runde |
| --- | --------------- | --------------- |
| 01. | Yang Tsung-hua  | Halbfinale      |
| 02. | Bernard Tomic   | 1. Runde        |
| 03. | Grigor Dimitrow | Sieg            |
| 04. | Henri Kontinen  | Viertelfinale   |
| 05. | César Ramírez   | 2. Runde        |
| 06. | Guillaume Rufin | Achtelfinale    |
| 07. | José Pereira    | 1. Runde        |
| 08. | Henrique Cunha  | 1. Runde        |

| Nr. | Spieler                 | Erreichte Runde |
| --- | ----------------------- | --------------- |
| 09. | Ryan Harrison           | Achtelfinale    |
| 10. | Juan Vazquez-Valenzuela | 2. Runde        |
| 11. | Cedrik-Marcel Stebe     | Viertelfinale   |
| 12. | Yuki Bhambri            | 2. Runde        |
| 13. | Bradley Klahn           | Achtelfinale    |
| 14. | Marcelo Arévalo         | Achtelfinale    |
| 15. | Peerakit Siributwong    | Achtelfinale    |
| 16. |                         | Rückzug         |

## Juniorinneneinzel
Siegerin: Coco Vandeweghe
Setzliste
| Nr. | Spielerin               | Erreichte Runde |
| --- | ----------------------- | --------------- |
| 01. | Arantxa Rus             | 1. Runde        |
| 02. | Melanie Oudin           | Halbfinale      |
| 03. | Noppawan Lertcheewakarn | Achtelfinale    |
| 04. | Jessica Moore           | Rückzug         |
| 05. | Elena Bogdan            | Viertelfinale   |
| 06. | Ana Bogdan              | 1. Runde        |
| 07. | Kurumi Nara             | Achtelfinale    |
| 08. | Xenija Lykina           | 2. Runde        |

| Nr. | Spielerin           | Erreichte Runde |
| --- | ------------------- | --------------- |
| 09. | Jessy Rompies       | 1. Runde        |
| 10. | Cindy Chala         | 1. Runde        |
| 11. | Tamaryn Hendler     | Viertelfinale   |
| 12. | Kristina Mladenovic | Halbfinale      |
| 13. | Elena Chernyakova   | 1. Runde        |
| 14. | Johanna Konta       | 1. Runde        |
| 15. | Linda Berlinecke    | 1. Runde        |
| 16. | Aki Yamasoto        | 1. Runde        |

## Juniorendoppel
Sieger: Nikolaus Moser und Cedrik-Marcel Stebe
Setzliste
| Nr. | Paarung                            | Erreichte Runde |
| --- | ---------------------------------- | --------------- |
| 01. | Henrique Cunha José Pereira        | Achtelfinale    |
| 02. | Henri Kontinen Christopher Rungkat | Finale          |
| 03. | Chase Buchanan Ryan Harrison       | 1. Runde        |
| 04. | Matt Reid Bernard Tomic            | Achtelfinale    |

| Nr. | Paarung                                        | Erreichte Runde |
| --- | ---------------------------------------------- | --------------- |
| 05. | Yuki Bhambri Filip Krajinović                  | 1. Runde        |
| 06. | Peerakit Siributwong Kittipong Wachiramanowong | Halbfinale      |
| 07. | Hsieh Cheng-peng Yang Tsung-hua                | Viertelfinale   |
| 08. | Daniel Smethurst Marcus Willis                 | Achtelfinale    |